# Pierre Pomet

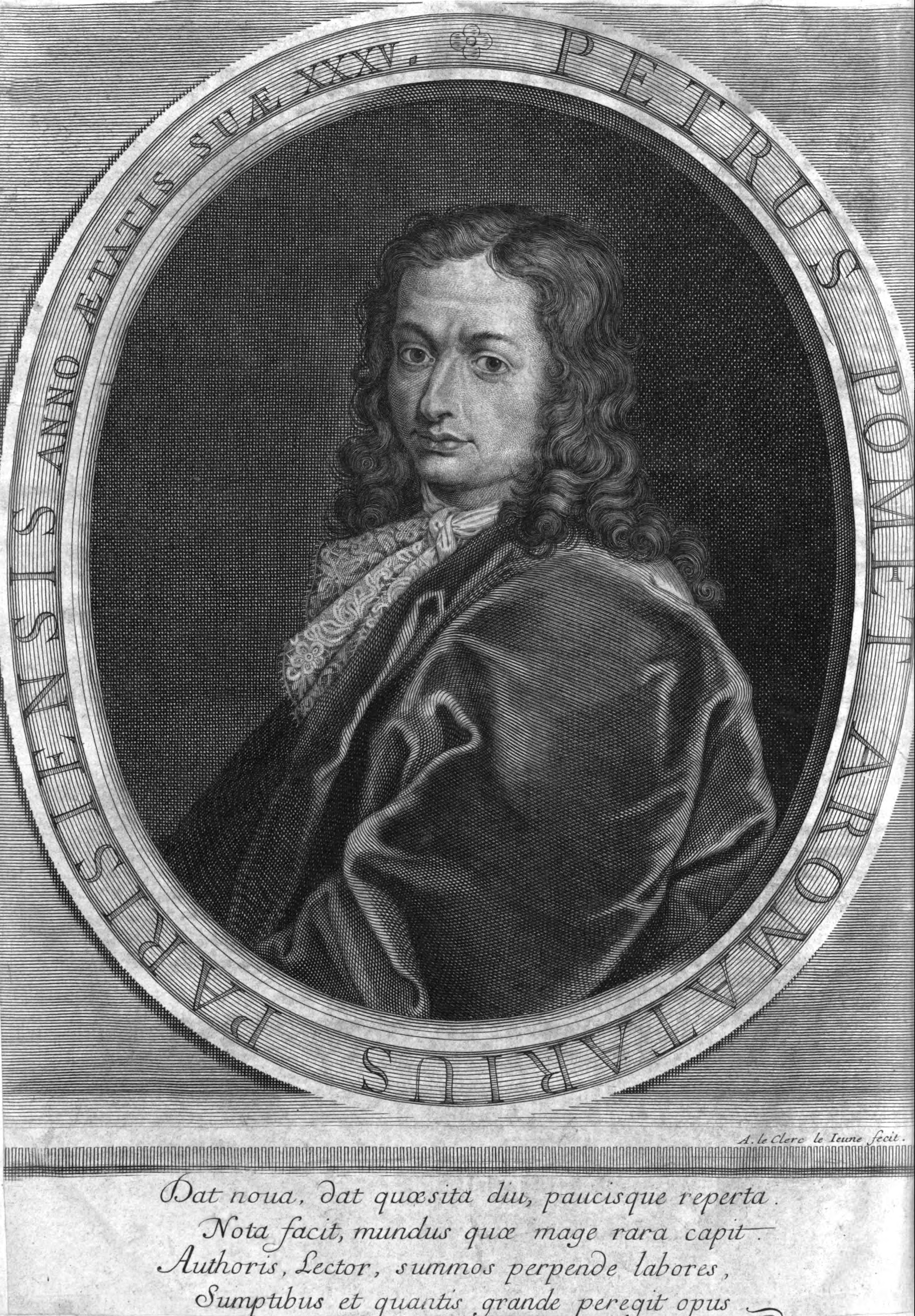
Pierre Pomet

Pierre Pomet (* 2. April 1658 in Paris; † 18. November 1699 ebenda) war ein französischer Drogerist. Er war Hauptdrogerist von Ludwig XIV.

## Leben und Wirken
Nach seiner Lehre unternahm Pomet ausgedehnte Reisen durch Italien, die Niederlande, Deutschland und England. Dabei sammelte er Rezepturen für Arzneimittel und einfache Heilmittel. Nach seiner Rückkehr nach Paris eröffnete Pomet dort eine Drogerie. Diese erwies sich als erfolgreich und seine Arzneimittelkenntnis machte in unter den französischen Ärzten benannt. Am Jardin des Plantes demonstrierte Pomet die Herstellung der von ihm vertriebenen Arzneimittel.
1694 erschien Pomets Abhandlung über Heilmittel Histoire générale des drogues, die ins Englische und ins Deutsche übersetzt wurde. Der mit etwa 400 Holzschnitten illustrierte Folio-Band ist Guy-Crescent Fagon gewidmet. Er ist in die drei Teile Tiere, Pflanzen und Mineralien gegliedert. Die 1712 erschienene englische Übersetzung A compleat history of druggs wurde durch den Schriften von Joseph Pitton de Tournefort und Nicolas Lémery entnommene Beiträge vermehrt. Die erste deutsche Übersetzung aus dem Jahr 1717 trägt den Titel Der aufrichtige Materialist und Specerey-Händler.

## Ehrungen
Johann Reinhold Forster und sein Sohn Georg Forster benannten 1776 die Gattung Pometia aus der Familie der Seifenbaumgewächse (Sapindaceae) nach Pomet.

## Rezeption
Alexander Tschirch bezeichnete Pomets Werk 1909 als „Die erste Pharmakognosie in unserem Sinne“.

## Schriften (Auswahl)

Titelblatt von Histoire Générale des Drogues, 1694

- Histoire générale des drogues, traitant des plantes, des animaux, & des mineraux ; ouvrage enrichy de plus de quatre cent figures en taille-douce tirées d’aprés nature ; avec un discours qui explique leurs differens noms, les pays d’où elles viennent, la maniere de connoître les veritables d’avec les falsifiées, & leurs proprietez, où l’on découvre l’erreur des anciens & des modernes…par le sieur Pierre Pomet…. Jean-Baptiste Loyson & Augustin Pillon, Paris 1694 (Digitalisat, Digitalisat).
  - 2. Auflage, Paris 1735, 2 Bände (Band 1, Band 2) – herausgegeben von seinem Sohn Joseph Pomet.
- Droguier curieux ou Catalogue des drogues simples et composées […]. Paris 1695.
  - 2. Auflage, Paris 1709 (Digitalisat).

Übersetzungen von Histoire générale des drogues
- A compleat history of druggs: written in French by Monsieur Pomet, chief druggist to the present French king ; to which is added what is further observable on the same subject, from Messrs. Lemery and Tournefort, divided into 3 classes, vegetable, animal and mineral, with their use in physick, chymistry, pharmacy and several other arts ; done into English from the originals. Bonwicke, London 1712 (Digitalisat).
  - 2. Auflage,  R. and J. Bonwicke, and R. Wilkin, London 1725 (Digitalisat).
  - 3. Auflage, J. and J. Bonwicke, R. Wilkin, S. Birt, T. Ward and E. Wicksteed, London 1737 (Digitalisat).
  - 4. erweiterte Auflage,  J. and J. Bonwicke, S. Birt, W. Parker, C. Hitch, and E. Wicksteed, London 1748 (Digitalisat) – herausgegeben von John Hill.
- Der aufrichtige Materialist und Specerey-Händler Oder Haupt- und allgemeine Beschreibung derer Specereyen und Materialien: Worinnen In dreyen Classen, der Kräuter, Thiere und Materialien, alles und iedes, womit die Physica, Chymia, Pharmacia ... pflegen umzugehen, begriffen und enthalten ist ... Leipzig 1717 (Digitalisat).
- Neu-eröffnetes Materialien- und Naturalien-Magazin, darinnen nicht allein die Materialien, Specereyen und Handels-Wahren, sondern auch die zur Artzney dienliche Vegetabilia, Edelgesteine, Mineralia, Meer-Gewächse, Thiere, &c. ... Wobey alle Kräuter, Bäume, Gewächse, Wurtzeln, Thiere, Stein &c. in Kupffer vorgestellet werden. Moritz Georg Weidmann, Leipzig 1727 (Digitalisat).